# Nyctiphrynus
A Nyctiphrynus a madarak (Aves) osztályának a lappantyúalakúak (Caprimulgiformes) rendjébe, ezen belül a lappantyúfélék (Caprimulgidae) családjába tartozó nem.

## Rendszerezésük
A nemet Charles Lucien Jules Laurent Bonaparte írta le 1857-ben, az alábbi 4 faj tartozik ide:
- Nyctiphrynus rosenbergi
- füles lappantyú (Nyctiphrynus mcleodii)
- yucatáni lappantyú (Nyctiphrynus yucatanicus)
- pápaszemes lappantyú (Nyctiphrynus ocellatus)

## Előfordulásuk
Mexikóban, valamint Közép-Amerika és Dél-Amerika területén honosak. Természetes élőhelyeik a szubtrópusi vagy trópusi esőerdők és lombhullató erdők. Állandó, nem vonuló fajok.

## Megjelenésük
Testhosszuk 20–22 centiméter körüli.

## Életmódjuk
Rovarokkal táplálkoznak.